# Bernard Katz
Sir Bernard Katz FRS (Leipzig, Alemanya 1911 - Londres, Anglaterra 2003) fou un metge, biofísic i professor universitari britànic, d'origen alemany, guardonat amb el Premi Nobel de Medicina o Fisiologia l'any 1970.

## Biografia
Va néixer el 26 de març de 1911 a la ciutat de Leipzig, població situada a l'estat alemany de Saxònia, en una família de religió jueva. Va estudiar medicina a la Universitat de Leipzig, on es va graduar l'any 1934. L'any 1935 fugí d'Alemanya per les hostilitats dels nazis vers els jueus, establint-se a Londres. Fou nomenat professor de la Universitat de Londres, i sota la tutela d'Archibald Vivian Hill aconseguí acabar el seu doctorat l'any 1938. Aquell any va guanyar una beca per estudiar, juntament amb John Carew Eccles, a l'Hospital de Sydney (Austràlia). Després de participar en la Segona Guerra Mundial en l'exèrcit australià retornà a Anglaterra l'any 1945.
El 1941 aconseguí la nacionalitat britànica, i el 1952 fou nomenat membre de la Royal Society. L'any 1970 fou nomenat Cavaller per part de la reina Elisabet II del Regne Unit, i morí el 20 d'abril de 2003 a la ciutat de Londres.

## Recerca científica
L'any 1945 inicià les seves col·laboracions amb Alan Hodgkin i Andrew Fielding Huxley al voltant del sistema nerviós, però ben aviat centrà la seva recerca en les propietats fonamentals de les sinapsis, les unions a través de les quals les neurones envien senyals entre elles i als altres tipus de cèl·lules (cèl·lules musculars, receptors sensorials ...). S'interessà principalment per la manera en la qual l'impuls nerviós es transmet entre la fibra nerviosa i el múscul. Els treballs de Henry Dalle ja havien demostrat que existien comunicacions químiques entre el nervi i el múscul, i que l'acetilcolina tenia un paper de transmissor de la informació en fixar-se en els receptors de la membrana de la fibra muscular.
Katz, juntament amb Paul Fatt, va establir que aquests receptors, una vegada estimulats per l'acetilcolina, obren les portes de la membrana que permet el pas d'ions i la creació d'un corrent elèctric, que provoca la contracció muscular. Amb Ricardo Miledi va demostrar que l'acetilcolina no era alliberada en forma contínua sinó en petits paquets o quàntums, cadascun produint un petit senyal en la fibra muscular. En l'actualitat se sap que això es deu a l'emmagatzematge de neurotransmissors en les vesícules sinàptiques.
El treball de Katz ha tingut influència sobre l'estudi dels organofosforats i els organoclorats, així com els estudis de postguerra sobre els gasos nerviosos i els pesticides, demostrant que la transmissió nerviosa entre el nervi i el múscul, per la intermediació de l'acetilcolina, podia ser fàcilment bloquejada. La influència del seu treball sobre la transmissió sinàptica és inestimable, no solament en fisiologia sinó també en farmacologia. L'any 1970 fou guardonat amb el Premi Nobel de Medicina o Fisiologia, juntament amb Ulf von Euler i Julius Axelrod, pels seus descobriments concernents a les transmissions químiques en les terminacions nervioses i el mecanisme d'emmagatzematge i d'inactivació d'aquests neurotransmissors.
Els seus últims descobriments, publicats a la dècada del 1970, obren el camí sobre el funcionament dels canals iònics. Els científics Bert Sakmann i Erwin Neher van guanyar el Premi Nobel de Medicina l'any 1991 pel seu treball sobre aquests canals.